# Hierarkisk modulation
Hierarkisk modulation eller lagdelt modulation er en af signalbehandlingsteknikkerne for at multiplekse og modulere multiple datastrømme ind i en enkelt symbolstrøm, hvor basis-lag symboler og enhancement-lag symboler bliver synkront overspillet før transmission. 
Hierarkisk modulation bliver især anvendt til at modvirke klippeeffekten indenfor digital-tv radiofoni, især mobil-tv, ved at levere et (lavere kvalitets) signal i tilfælde af svage signaler, hvilket giver en styret forringet funktion i stedet for fuldstændig tab af signal. Hierarkisk modulation er blevet testet bredt og inkluderet i forskellige standarder, såsom DVB-T, MediaFLO, DRM, UMB (Ultra Mobile Broadband, en ny 3,5. generation mobil netværk standard udviklet af 3GPP2), og er under evaluering til DVB-H.
Men traditionel hierarkisk modulation lider af alvorlig mellem-lag interferens (engelsk inter-layer interference, ILI) med indvirkning på den opnåelige symbolhastighed.

## Eksempel
Figuren viser en lagdelt skema med QPSK basis-lag og et 16QAM enhancement-lag.  Det første lag er 2 bit (repræsenteret ved de grønne cirkler). Signaldetektoren behøver kun at måle hvilken kvadrant signalsymbolet er i, for at genskabe værdien (som er '10', den grønne cirkel i den nedre højre hjørne).  Under bedre signalbetingelser, kan detektoren måle fasen og amplituden mere præcist, for at genskabe fire mere bit af data ('1101').  Opsummeret, basis-laget formidler '10' - og enhancement-laget formidler '1101'.